# Обично вече
„Обично вече” је југословенски ТВ филм из 1969. године. Режирао га је Александар Ђорђевић а сценарио је написао Миодраг Станисављевић.

## Улоге
| Глумац                 | Улога                   |
| ---------------------- | ----------------------- |
| Михаило Миша Јанкетић  |                         |
| Неда Спасојевић        |                         |
| Никола Милић           | Продавац лозова         |
| Иван Бекјарев          |                         |
| Божидар Дрнић          | Божа, шахиста           |
| Бранислав Цига Јеринић | (као Бранислав Јеринић) |
| Ксенија Јовановић      |                         |
| Никола Јовановић       | Мића Гроф, столар       |
| Зоран Лонгиновић       | Конобар                 |
| Живка Матић            |                         |